# Gunnar Frössén
Gunnar Per Ingevald Frössén, född 28 april 1948 i Stockholm, är en svensk bildkonstnär, utbildad vid Kungliga Konsthögskolan (måleri och skulptur) i Stockholm 1981–1986. Frössén bor och arbetar i Stockholm och i Björkvik, Södermanland. 

## Offentliga samlingar i urval
Moderna Museet, Nationalmuseum, Riksutställningar, Sörmlands Museum, Statens konstråd, Svenska kommuner och landsting, Nya Karolinska Solna.

## Utställningar
Debut 1980 Galleri Svenska Bilder, Stockholm. Därefter ett 40-tal utställningar i Sverige och utomlands, bl.a. på Galerie Blanche, Galleri Gösta Bergman, Konstakademien och Galleri Gunnar Olsson. 

## Utmärkelser
Gunnar Frössén tilldelades 2013 Ragnar von Holtens stipendium av Kungl. Akademien för de fria konsterna, med följande motivering:
| ”                                              | Ragnar von Holtens stipendium för 2013 har tilldelats Gunnar Frössén, tecknare, målare, skulptör och skapare av artist's books. Gunnar Frössén är en mästare i de svarta figurationernas dans och metamorfoser, såväl i stora format på opreparerad bomullsduk som i små epigram på papper. Hans verktyg är järnoxid och en avig, vinklad pensel för yrkesmålare. Obesvärat rör han sig från det storslaget sublima till de dråpliga krumelurernas rytmiska kalligrafi. Det är ett måleri besläktat med den abstrakta expressionismen, med den improviserade friskheten i ett stycke jazz av Thelonious Monk; alltid i rörelse, aldrig statiskt. | „ |
| – Konstakademien Stockholm den 28 oktober 2013 | |   |

## Stipendier
1980 Arbetsstipendium, Konstnärsnämnden. 1983 Projektbidrag för tredimensionell muralskulptur, Konsthögskolan. 1984 Wilhelm Smiths stipendium, Konsthögskolan. 1985 Wilhelm Smiths stipendium, Konsthögskolan. 1986 Seth Linnés stipendium, Konsthögskolan. 2005 Ida Strömers stipendium, Konstakademien. 2008 Stiftelsen Längmanska kulturfondens stipendium. 2011 Göran Lagervalls stiftelse, Konstakademien. 2012 Ann-Sofie Mattsons stipendium. 2013 Ragnar von Holtens minnesfonds pris, Konstakademien. 2016 Projektbidrag Etyder/Oxidogram, Konstnärsnämnden.

## Publikationer
- 1980 Gunnar Frössén skulptur teckningar objekt, text Ragnar von Holten, utställningskatalog/exhibition catalogue, Galleri Svenska Bilder
- 1984 Kank. 8 ja 9 leikat, Författares Bokmaskin
- 1986 Gunnar Frössén Teckningar 1-6, Författares Bokmaskin
- 1992 Gunnar Frössén, text Ragnar von Holten, utställningskatalog/exhibition catalogue, Galerie Blanche
- 1997 1989 års män, text Anneli Palmsköld, utställningskatalog/exhibition catalogue, Hallands Museum, Halmstad
- 2007 Gunnar Frössén Streptomyces griseus, text Ragnar von Holten, Carlsson Bokförlag
- 2009 Gunnar Frössén Svartvitt, text Olav Wiström, Carlsson Bokförlag
- 2012 Gunnar Frössén Epigram, text Peter Cornell, Carlsson Bokförlag
- 2012 Gunnar Frössén Retrospektiv 2013, utställningskatalog/exhibition catalogue, Konstakademien/The Royal Academy of Fine Arts
- 2016 Gunnar Frössén Etyder/Oxidogram, text Peter Cornell, Price & Co Förlag